# Phil Mattson
Phil Mattson (* 1938 oder 1939 in Brainerd (Minnesota); † 9. Januar 2019) war ein US-amerikanischer Jazzmusiker (Piano, Arrangement), der in den Twin Cities als Leiter eines Vokalensembles und Gesangslehrer tätig war. Mattson beeinflusste die Entwicklung des Jazzgesangs entscheidend mit seinen Arrangements und Unterrichtsmethoden.

## Leben und Wirken
Mattson erwarb zunächst einen Abschluss in Philosophie, Theologie und Musik am Concordia College in Moorhead, Minnesota; anschließend studierte er Choral Literature und Orchesterleitung an der University of Iowa. Dann unterrichtete er 18 Jahre an der School for Music Vocations am Southwestern Community College in Creston (Iowa), bevor er in die Twin Cities zog. Dort war er als Leiter für Chor-Aktivitäten am Foothill College und an der Gonzaga University tätig; des Weiteren lehrte er an der Pacific Lutheran University und an The Phil Mattson School. Als Arrangeur arbeitete er im Laufe seiner Karriere mit Vokalgruppen wie The Manhattan Transfer, Chanticleer, The Real Group, The Dale Warland Singers, The Four Freshmen, Clockwork, Beachfront, Solstice, Phoenix und dem Clarion Chamber Chorale. Außerdem begleitete er Vokalisten wie Mark Murphy, Bobby McFerrin, Sunny Wilkinson, Barbara Morrison, Maud Hixson, Richie Cole, Ernestine Anderson und Carmen Lundy.
Zudem leitete Mattson mehrere Jazz-Vokalensemble, darunter sieben Jahre die Phil Mattson Singers, mit denen er drei Alben vorlegte. Ferner war er als Leiter im Bereich Vocal Jazz bei den Stan Kenton Clinics tätig; jährlich leitete er das Carnegie Hall Vocal Jazz Festival und die Phil Mattson Vocal Jazz/Choral Workshops auf verschiedenen Campus in den Vereinigten Staaten, Kanada und Europa. 2016 erhielt Mattson den Preis für das Lebenswerk des Jazz Education Network. Mattson, der zuletzt in Studio City lebte, starb Anfang 2019 im Alter von 80 Jahren an den Spätfolgen eines Motorradunfalls, der sich 2015 ereignete. Nach Angaben von Tom Lord war er im Bereich des Jazz zwischen 1984 und 2013 an sieben Aufnahmesessions beteiligt.

## Diskographische Hinweise
- Phil Mattson & The P.M. Singers Setting Standards (1984)
- Phil Mattson and The P.M. Singers: Jubilee (1985)
- Phil Mattson & The P.M. Singers: Night in the City (Dark Orchid, 1985)
- Dorothy Doring & Phil Mattson: Compositions by Duke Ellington and Billy Strayhorn (2013)